# Hoken 4 (Quedlinburg)

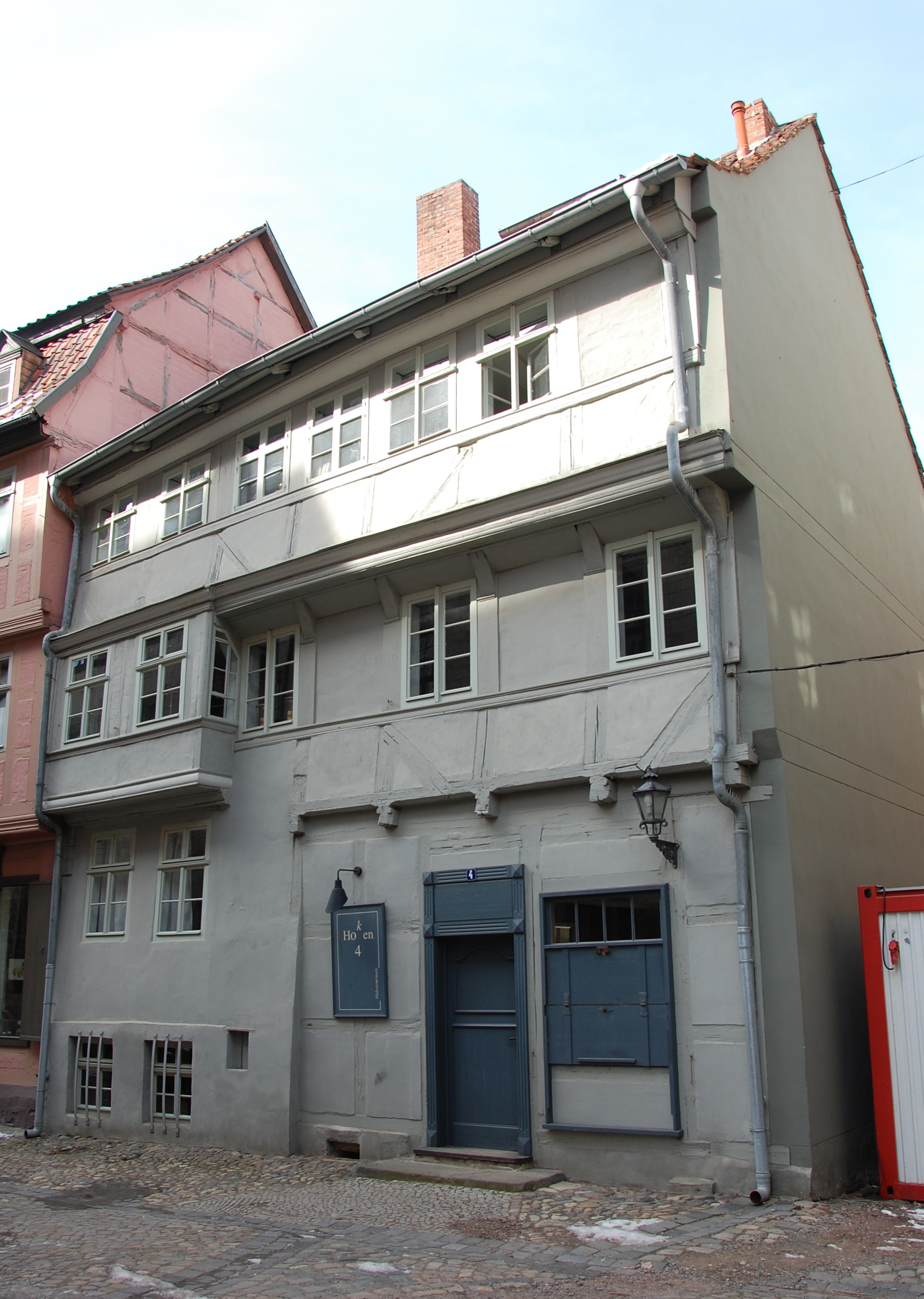
Haus Hoken 4, Ostseite

Das Haus Hoken 4 ist ein denkmalgeschütztes Gebäude in der Stadt Quedlinburg in Sachsen-Anhalt.

## Lage
Es steht westlich des Quedlinburger Rathauses nördlich des Marktplatzes der Stadt. Die westliche Traufseite ist der Marktstraße, die östliche der Straße Hoken zugewandt. Nördlich des Gebäudes verläuft ein Durchgang vom Hoken zur Marktstraße. Das Haus ist Teil des UNESCO-Weltkulturerbes und im Quedlinburger Denkmalverzeichnis als Wohnhaus eingetragen. Südlich grenzt das gleichfalls denkmalgeschützte Haus Hoken 3 an.

## Architektur und Geschichte
Das dreigeschossige Fachwerkhaus entstand Anfang des 16. Jahrhunderts. An der östlichen Fassade befinden sich überblattende Fußbänder. An das Südende des ersten Obergeschosses ist ein kleiner zweiachsiger Erker angefügt. Das zweite Obergeschoss kragt über. An der westlichen Fassade befindet sich ein Kastenerker. Eine Erneuerung des Gebäudes erfolgte in der zweiten Hälfte des 17. Jahrhunderts. Hierbei erhielt das Haus Pyramidenbalkenköpfe.